# Bestand (Logistik)
In der Logistik wird unter Bestand eine Anzahl von Materialflussobjekten bezeichnet, die sich in einem Produktions-, Transport-, Handhabungs- oder Lagerungsprozess befinden.
Um die konkrete Anzahl eines Materialflussobjektes zu messen, ist die Festlegung einer Maßeinheit erforderlich, die in der Stückliste häufig als Mengeneinheit bezeichnet wird; diese Mengeneinheit kann Stück sein, aber auch Gewicht, Volumen, Länge oder Fläche. Der Bestand ist eine wichtige Systemgröße in der Betriebswirtschaft, um insbesondere die logistischen Prozesse zu planen, zu steuern und zu optimieren. Materialflussobjekte sind überwiegend Waren wie Teile, Baugruppen und Produkte, es können aber auch Transportmittel oder Transporthilfsmittel wie ISO-Container, Paletten oder Gestelle sein.
Während bisher vor allem der Lagerbestand im Fokus der Bestandsbetrachtung lag, hat sich der Fokus im Rahmen des Supply-Chain-Managements auf alle Bestände im Beschaffungs-, Produktions- und Distributionsprozess verlagert. So wird bei Just-in-time-Belieferungen der Lagerbestand von einem Lagerort auf die (Wasser-)Straße verlegt, mit dem Problem vieler gebrochener Lieferketten während der Covid19-Pandemie durch blockierte Schiffscontainer insbesondere aus der VR China.

## Funktion von Beständen in der Logistik
Ein Bestand kann unterschiedliche Funktionen erfüllen; diese sind entweder von dem logistischen Prozess selbst abhängig oder sie ergeben sich aus der Gesamtstrategie eines Unternehmens und den daraus abgeleiteten logistischen Unterzielen.
Die Hauptfunktion des logistischen Bestands ist die Sicherstellung eines reibungslosen und effizienten Produktions- und Materialflusses über eine gesamte Prozesskette, die von der Beschaffung und den Transport über die verschiedenen Fertigungsstufen einer Produktion bis hin zur Auslieferung einer Ware an den Handel oder Endverbraucher reicht. Er umfasst daher alle Arten von Beständen in der Prozesskette und hat eine umfassendere Ausrichtung und Zielsetzung als der Lagerbestand. Die drei wichtigsten logistischen Bestandsarten sind der Lagerbestand, der Transportbestand und der Umlaufbestand in einer geschlossenen Prozesskette. Der logistische Bestand ist daher vom reinen Lagerbestand, der Lagerhaltung und dem Bestandsmanagement zu unterscheiden, die in der klassischen Produktionsplanung und -steuerung und Bedarfsermittlung eine zentrale Rolle spielen.

## Bestandsarten in der Logistik

### Lagerbestand
Als Lagerbestand bezeichnet man die in einem Lager erfasste Anzahl/Menge Materialflussobjekte; daneben kann es auch Bestände in nicht bestandsgeführten Lagern für eine temporäre Lagerung (Zwischenlager/Pufferlager) geben. Zur Lagerbestandsführung ist eine permanente Erfassung des Lagerein- und -ausgangs einer Ware erforderlich, wobei sich rechnerisch der Lagerbestand aus der Differenz zwischen dem Lagereingang und dem Lagerausgang ergibt. Da es im Laufe der Zeit Fehler bei der Datenerfassung geben kann, muss der tatsächliche Lagerbestand regelmäßig überprüft werden, wie dies auch bei einer gesetzlich vorgeschriebenen Inventur erforderlich ist.
Um einen Lagerbestand zu steuern, wird der geplante Soll-Bestand mit dem tatsächlichen Ist-Bestand regelmäßig verglichen. Bei einer Abweichung im Rahmen von definierten Zeit- und Bestandsgrenzen wird  i. d. R. über ein ERP-System oder ein Warenwirtschaftssystem eine entsprechende Warnmeldung ausgegeben und es werden Korrekturen eingeleitet. Im Rahmen der operativen Lagerhaltung spielt der Sicherheitsbestand eine besondere Rolle, dieser soll gewährleisten, dass auch bei Problemen in der Produktion oder bei Lieferengpässen immer genügend Waren im Lager vorhanden sind, um die Produktion oder die Kunden für einen bestimmten Zeitraum mit Waren so lange zu versorgen, bis wieder genügend Waren nachgeliefert worden sind.

### Transportbestand
Als Transportbestand bezeichnet man die auf einem Transport befindliche Anzahl/Menge von Waren bzw. Materialflussobjekten. Der Transportbestand ergibt sich aus der Differenz zwischen dem Versand einer Ware, die i. d. R. am Warenausgang eines Betriebes erfasst wird, und der Vereinnahmung einer Ware, die i. d. R. am Wareneingang eines Betriebes erfasst wird. Der Transportbestand wird durch ein spezielles Transportmanagementsystem oder im Rahmen eines Supply-Chain-Management-Systems überwacht und gesteuert.

### Umlaufbestand
Als Umlaufbestand bezeichnet man die Anzahl/Menge an Waren bzw. Materialflussobjekten, die ein bestandsgeführtes Lager verlassen haben und sich im Fertigungsprozess befinden, der noch nicht abgeschlossen ist und wo das Fertigungsergebnis (z. B. eine gefertigte Baugruppe oder ein Endprodukt) noch nicht erfasst wurde. Bei einem Unternehmen, das mehrere Betriebsstätten unterhält, muss auch der Transportbestand zwischen verschiedenen Fertigungsstätten desselben Unternehmens bei der Inventur erfasst werden.